# دهستان درزآب
درزآب، دهستانی از توابع بخش مرکزی شهرستان مشهد در استان خراسان رضوی ایران است.

## جمعیت
براساس سرشماری سال ۱۳۸۵ جمعیت آن  ۱۲۸۸۶ نفر (۳۱۸۸ خانوار) بوده‌است.